# Stupari (Mrkonjić Grad)
Pour les articles homonymes, voir Stupari.
Stupari (en serbe cyrillique : Ступари) est un village de Bosnie-Herzégovine. Il est situé dans la municipalité de Mrkonjić Grad et dans la république serbe de Bosnie. Selon les premiers résultats du recensement bosnien de 2013, il compte 322 habitants.

## Démographie

### Évolution historique de la population dans la localité
| 1948 | 1953 | 1961 | 1971 | 1981 | 1991 | 2013 |
| ---- | ---- | ---- | ---- | ---- | ---- | ---- |
| -    | -    | 501  | 579  | 469  | 435  | 322  |

|  |